# Max Blümich
Reinhold Max Blümich (* 3. November 1886 in Leipzig; † 23. Februar 1942 in Falkenberg) war ein deutscher Schachmeister und -autor.

## Schachspieler
Blümich wurde geteilter Dritter beim 20. Kongress des Deutschen Schachbundes 1920 in Berlin. Er gewann 1923 das Hauptturnier des Deutschen Schachbundes in Frankfurt am Main vor Meisterspielern wie Kurt Richter, Walther Freiherr von Holzhausen, Josef Lokvenc und Albert Becker. 1928 gehörte er zum deutschen Aufgebot bei der Schacholympiade in Den Haag. Mit 7 Punkten aus 13 Runden erreichte er eine knapp positive Bilanz.
Auf dem 23. Kongress des Sächsischen Schachbundes 1935 in Leipzig errang er seinen 9. Sieg, im Folgejahr wurde er auf dem 24. Kongress in Limbach hinter Wilhelm Großer noch einmal Zweiter.

## Funktionär
Blümich leitete als rühriger Funktionär viele Jahre den Sächsischen Schachbund. Er setzte sich bis zur Selbstaufgabe für den Schachsport ein. In einer Rede am 15. April 1933 offenbarte er sein Bekenntnis zum Nationalsozialismus, was in einem Huldigungstelegramm an Hitler gipfelte.

## Redakteur
1922 bereits leitete Blümich Schachspalten im Leipziger Tageblatt und in den Leipziger Nachrichten.
Ab 1925 zeichnete Blümich für den Partienteil der Deutschen Schachzeitung verantwortlich und war von 1932 bis zu seinem Tode Hauptredakteur. Aus den von ihm bearbeiteten Auflagen des Lehrbuchs von Jean Dufresne und Jacques Mieses (15. Auflage 1941 und 16. Auflage 1943) tilgte er die Namen bedeutender jüdischer Schachmeister.